# Knud Enemark
Knud Enemark Jensen (Århus, 30 novembre 1936 – Roma, 26 agosto 1960) è stato un ciclista su strada danese, deceduto a causa di un malore occorsogli durante la partecipazione ai Giochi della XVII Olimpiade di Roma.
È morto per la frattura del cranio provocata dalla caduta durante la prova olimpica.

## Carriera
Si mise in luce nelle corse danesi a partire dal 1959, anno in cui ottenne tre vittorie e sei podi nelle competizioni dilettantistiche intorno a Copenaghen. Nel 1960 fu parte della selezione danese che conquistò la medaglia d'argento nella cronometro a squadre ai Campionati nordici: si guadagnò in tal modo la chiamata per la cronometro a squadre dei Giochi olimpici di Roma di quell'anno.
Il 26 agosto 1960 a Roma era una giornata molto calda, con punte di 42 °C: si correva la 100 chilometri a squadre olimpica. Intorno a metà prova, in località Casal Palocco, Enemark perse l'equilibrio e cadde, vittima di un'apparente insolazione, fratturandosi il cranio. Subito apparso versare in gravi condizioni, con un ematoma frontale e febbre oltre 40 °C, venne trasportato d'urgenza all'Ospedale Sant'Eugenio di Roma, ma entrò in coma e, pur posto in tenda a ossigeno, venne dichiarato morto tre ore dopo l'incidente. L'autopsia mostrò che la causa della caduta non era stata una semplice insolazione, a differenza di quanto pensato inizialmente, ma un'intossicazione dovuta all'assunzione, per via endovenosa, di una dose troppo forte di stimolanti, aggravata chiaramente dallo sforzo fisico cui l'atleta era sottoposto durante la prova. Anche Jørgen Jørgensen, un altro dei componenti della selezione danese per la cronosquadre, trascinato nella caduta da Enemark, fu vittima della pretesa "insolazione".
Poco dopo il decesso di Enemark, un giornale pubblicò una confessione dell'allenatore della squadra danese ai Giochi, Jørgensen. Il coach dichiarava che i suoi atleti avevano effettivamente assunto una sostanza, per la precisione un medicinale svizzero, atto a migliorare la circolazione sanguigna, e che i medici della formazione sapevano di queste pratiche. Tale versione venne sostenuta anche dal presidente della Federciclismo danese, ma venne poi ritrattata dallo stesso allenatore. A quanto pare poco prima del via Enemark aveva assunto Ronicol, nome commerciale di un farmaco contenente alcol di nicotinile tartrato, un principio attivo che funziona da dilatatore dei vasi periferici, per favorire l'afflusso di sangue in loco, ma che può portare a cali di pressione; dall'esame tossicologico vennero comunque trovate tracce di diversi tipi di anfetamine. Ciò nonostante il 24 marzo 1961 i tre medici che effettuarono l'autopsia presentarono il referto definitivo in cui affermavano che la morte era stata causata dalla frattura del cranio conseguente al colpo di calore, senza menzionare le sostanze dopanti trovate nel suo corpo. La famiglia di Enemark ricevette un milione di lire (del 1960) come risarcimento. La morte dell'atleta indusse il Comitato Olimpico Internazionale ad istituire nel 1967 una commissione medica e test per la ricerca di sostanze dopanti ai Giochi invernali del 1968 a Grenoble (Francia) e ai Giochi estivi di Città del Messico.

## Piazzamenti
Campionato norvegese: 1 medaglia di bronzo,3 medaglie d'oro e 6 podi nella competizione dilettantistica a Copenaghen, medaglia d'argento nei campionati nordici a squadre 